# Elfi Mustafa
Mohd Elfi Mustafa (* 4. November 1987 in Singapur) ist ein ehemaliger singapurischer Leichtathlet, der sich auf den Sprint spezialisiert hat.

## Sportliche Laufbahn
Erste internationale Erfahrungen sammelte Elfi Mustafa im Jahr 2009, als er bei den Asienmeisterschaften in Guangzhou mit der singapurischen 4-mal-100-Meter-Staffel im Vorlauf nicht das Ziel erreichte und anschließend gewann er bei den Südostasienspielen in Vientiane in 39,82 s die Silbermedaille hinter dem Team aus Thailand. Im Jahr darauf schied er bei den Commonwealth Games in Neu-Delhi im 100-Meter-Lauf mit 10,73 s in der ersten Runde aus und verpasste mit der Staffel mit 40,14 s den Finaleinzug. Anschließend nahm er erstmals an den Asienspielen in Guangzhou teil und schied dort über 100 Meter mit 10,95 s im Halbfinale aus und kam mit der Staffel im Vorlauf nicht ins Ziel. Bei den Leichtathletik-Asienmeisterschaften 2011 in Kōbe schied er über 100 und 200 Meter mit 10,78 s bzw. 22,42 s jeweils in der Vorrunde aus und belegte mit der Staffel in 40,24 s den siebten Platz. Daraufhin scheiterte er bei den Südostasienspielen in Palembang mit 11,22 s im Vorlauf über 100 Meter. Zwei Jahre später schied er bei den Südostasienspielen in Naypyidaw im 200-Meter-Lauf mit 22,12 s in der ersten Runde aus und gewann mit der Staffel in 39,79 s die Silbermedaille hinter Thailand. 2014 schied er dann bei den Hallenasienmeisterschaften in Hangzhou im 60-Meter-Lauf mit 6,93 s in der Vorrunde aus und anschließend schied er auch bei den Commonwealth Games in Glasgow mit 10,94 s über 100 Meter in der Vorrunde aus und verpasste auch mit der Staffel mit 40,05 s den Finaleinzug. Daraufhin nahm er erneut an den Asienspielen in Incheon teil und erreichte dort in 39,47 s Rang sechs. 2015 kam er bei den Südostasienspielen in Singapur über 200 Meter nicht ins Ziel und beendete daraufhin seine aktive sportliche Karriere im Alter von 27 Jahren.

## Persönliche Bestleistungen
- 100 Meter: 10,56 s (−0,4 m/s), 25. Juli 2010 in Singapur
  - 60 Meter (Halle): 6,93 s, 15. Februar 2014 in Hangzhou
- 200 Meter: 21,75 s (+1,8 m/s), 7. Februar 2015 in Canberra